# 陳偲穎
陳偲穎（英語：Bianca Chan，2007年11月21日—），香港童星，香港女童軍總會港島地域港島東區北角分區小女童軍，為家燕媽媽藝術中心培訓的童星，6歲開始拍攝廣告。2014年拍攝首套無綫電視劇集《收規華》。2016年在《一屋老友記》中飾演梅小菲（菲菲）一角大受歡迎，同年在《超能老豆》中飾演常逸（阿一），並因這兩套電視劇而為人熟悉。她曾拍攝電影和不同廣告，包括平面廣告、電視廣告、網上廣告及接受訪問，例如《東張西望》、《一綫娛樂》、《都市閒情》等。

## 演出作品

### 電視劇（無線電視）
| 首播   | 劇名                 | 角色                                             | 性質     |
| 2015年 | 收規華               | 花影月（童年）                                   | 特別演出 |
| 2016年 | 殭                   | 君                                               | 特別演出 |
| 2016年 | 一屋老友記           | 梅小菲（菲菲）                                   | 女配角   |
| 2016年 | 完美叛侶             | 曾寶琳（童年）                                   | 特別演出 |
| 2016年 | 超能老豆             | 常逸（阿一）                                     | 女配角   |
| 2016年 | 愛·回家之八時入席    | 琪琪                                             | 特別演出 |
| 2017年 | 乘勝狙擊             | 何正花/小Win姐（童年）                           | 特別演出 |
| 2017年 | 與諜同謀             | 小女孩                                           | 客串     |
| 2017年 | 我瞞結婚了           | 小女孩                                           | 客串     |
| 2017年 | 心理追兇 Mind Hunter | 汪海澄（童年）                                   | 特別演出 |
| 2017年 | 超時空男臣           | 朱家瑤（童年）                                   | 特別演出 |
| 2017年 | 愛·回家之開心速遞    | 熊尚善（童年）                                   | 特別演出 |
| 2018年 | 翻生武林             | 仇在心（童年）                                   | 特別演出 |
| 2018年 | 宮心計2深宮計        | 元瑈（童年）                                     | 特別演出 |
| 2018年 | 天命                 | 豆蔻（童年）                                     | 特別演出 |
| 2018年 | 跳躍生命線           | 麥諾兒                                           | 女配角   |
| 2018年 | 兄弟                 | 陳鈴（童年）                                     | 特別演出 |
| 2019年 | 婚姻合伙人           | 貝競枝（童年）                                   | 特別演出 |
| 2019年 | 白色強人             | 急症室女童                                       | 特別演出 |
| 2019年 | 好日子               | 齊珈（童年）                                     | 特別演出 |
| 2019年 | 金宵大廈             | 溫晴（童年）                                     | 特別演出 |
| 2019年 | 解決師               | 馬悅彤（童年）                                   | 特別演出 |
| 2020年 | 大醬園               | 夏小滿（童年）                                   | 特別演出 |
| 2020年 | 過街英雄             | 宋凱甄（童年）                                   | 特別演出 |
| 2020年 | 踩過界II             | 曾小柔（童年）                                   | 特別演出 |
| 2021年 | 愛·回家之開心速遞    | 張瑪姬（Maggie，潮偉與前妻的女兒，由第1341集起） |          |
| 2024年 | 再見·枕邊人          | 朱善美 （少年）                                  | 特別演出 |

### 電影
| 首播   | 劇名         | 角色       | 性質     |
| 2016年 | 我老婆係明星 | 鄰居小女孩 | 特別演出 |

### 綜藝節目（無綫電視）
| 首播        | 節目          | 性質     |
| 2017-2018年 | Big Big小明星 | 節目嘉賓 |

### 賀歲劇（無綫電視）
| 首播   | 劇名           | 角色   | 性質     |
| 2019年 | 一代宗師迎新歲 | 小女孩 | 特別演出 |

### 音樂影片演出
| 年分   | 音樂影片                 |
| 2023年 | 詹天文《沒有你的新學期》 |

## 廣告

### 平面廣告
- CGS皇冠煮食爐具（2014）
- Andre Music Limited / 音樂教室*西營盤（2016）

### 電視廣告
- 四洲粟米條（2014）
- 滙豐銀行信用卡（2014）
- 皇冠牌煮食爐（2015）
- 澳門政府旅遊局（2015）
- 海洋公園香港政府（2015）
- 社會福利署-夫妻情永在（2016）
- 清潔香港（2016）
- TVB無論人定鬼 一齊哈囉喂 （2017）

### 網上廣告
- 淘大商場（2016）
- Oral B（2016）
- AirTamer雅達瑪穿戴式負離子空氣淨化器（2016）
- 香港國際機場祝您聖誕快樂Merry Christmas from Hong Kong International Airport（2016）
- 職安暖男話你知 - 梯台工作更穩陣，美滿生活上一層（2016）
- Schiff Move Free 益節香港

### 代言
- Moinàrchy（2016 - 2017）
- Andre Music Limited / 音樂教室*西營盤（2016 - 2018）
- 又一城溜冰商店（2017）
- 香港女童軍總會與同為童軍之TVB童星楊希媛合作